# Ники Блонд
Михаела Саике (мађ. Michaela Saike; 9. март 1981), познатија под псеудонимом Ники Блонд (Nikky Blond), је мађарска порнографска глумица.

## Каријера
Ники Блонд је дебитовала као глумица у индустрији порнографије 1999. када је имала 18 година. Више пута се појавила на сајту Ninn Worx. Наступила је у преко 100 порно-филмова.

## Изабрана филмографија
| - 2008: Carolina Jones and the Broken Covenant - 2007: Private: X-Girls: The Lost X-Teens (V) - 2007: Victory Over De-Feet (V) - 2006: Cum Hungry Leave Full 2 (V) - 2006: All Star Strip Poker (VG) - 2006: Pop 6 (V) - 2005: Pipeline Riders (V) - 2005: Catherine (V) - 2005: Private X-treme 18: Eurobabes Take It to the Xtreme (V) - 2005: 2 on 1 #21 (V) - 2005: Babelicious (V) | - 2005: Cum on My Face 2 (V) - 2005: Fragile 2: Reflections (V) - 2005: Fresh Euro Teens (V) - 2005: Nasty Girls 32 (V) - 2005: Passion (V) - 2005: The Private Story of Nikky Blond (V) - 2005: Soloerotica 6 (V) - 2004: All Sex 3 (V) - 2004: Anal Dreams (V) - 2004: Ass Angels 3 (V) - 2004: Ass Pounders 2 (V) |

## Награде и номинације
- 2004 Награда Венера за најбољу глумицу из Мађарске